# Iñaki Delguy
Iñaki Delguy (Argentina, 4 de abril de 2001) es un jugador profesional argentino de rugby que se desempeña en la posición de wing derecho en Selknam Rugby, equipo perteneciente a la liga Super Rugby Américas.

## Carrera
Delguy comenzó su carrera deportiva con el equipo Club Pucará. En 2023 se unió a Pampas, en 2024 pasó a Selknam Rugby, disputando su segunda temporada en la Super Rugby Américas. También es parte de la segunda selección argentina de rugby, Argentina XV.